# Sven Rohde
Sven Rohde (* 20. Januar 1961) ist ein deutscher Coach, Buchautor und Journalist.

## Leben
Sven Rohde studierte Germanistik und Geschichte an der Universität Hamburg und absolvierte die Ausbildung an der  Henri-Nannen-Schule in deren elftem Jahrgang. Von 1985 bis 1989 gehörte er der Redaktion des Hamburger Abendblatts an und war zwischen 1987 und 1992 in freier Mitarbeit für Die Weltwoche, Die Zeit, den Stern sowie die Geo tätig. Als Redakteur arbeitete er von 1992 bis 1994 für die Zeitschrift Schöner wohnen und war von Juli 1996 bis Dezember 1998 Redaktionsleiter bei Neues Wohnen. 1999 machte sich Rohde mit dem Redaktionsbüro Sven Rohde selbständig, das am 1. Juli 2009 gemeinsam mit rohde enterprises in der Agentur just publish! media aufging, deren Chefredakteur er war und die er zudem mit seiner Frau Dorothea als Geschäftsführer bis Ende 2014 leitete. Er ist heute Coach und freier Autor für mehrere Zeitungen und Zeitschriften.

## Schriften
- Der Traum vom Leben in dir. Die Biografie von Ruth Rupp. Mit einem Vorwort von Ulrich Tukur. BoD, 2018, ISBN 978-3-7460-8083-3
- Welcher Wohntyp sind Sie? DVA, München 2011, ISBN 978-3-421-03750-3.
- Feilschen Sie um jeden Preis – So nutzen Sie den Fall des Rabattgesetzes. Ullstein Verlag, München 2001, ISBN 3-548-36303-2.

## Auszeichnungen
- 2006: „Abdruck“ für „Die neue Medizin des Beißens“ (Stern Gesund leben, 3/2005)
- 2009: „Medienpreis Mittelstand – Sonderpreis Modernes Bauen“ für „Auch in Zukunft gut versorgt“ (Häuser, 1/2008)
- 2010: „Medienpreis Mittelstand – Sonderpreis Modernes Bauen“ für „Gut gebaut“ (Stern, 2. April 2009)